# Romanpreis der P2-Zuhörer
Der Romanpreis der P2-Zuhörer (Original: P2-lytternes romanpris) ist ein norwegischer Literaturpreis. Die seit 1997 vom norwegischen Radiosender NRK P2 verliehene Auszeichnung wird von einer aus Zuhörern bestehenden Jury ausgewählt. Ausgezeichnet wird dabei ein im vorangegangenen Literaturjahr in norwegischer Sprache erschienener Roman. Der Preis ist aktuell mit 20.000 Kronen sowie einer Urkunde dotiert.
Bisher konnten mit Carl Frode Tiller für seine beiden Bücher Skråninga (2001) und Kennen Sie diesen Mann? (2010) sowie Karl Ove Knausgård mit Alles hat seine Zeit (2004) und Sterben (2009) zwei Schriftsteller den Preis jeweils zwei Mal gewinnen.

## Preisträger

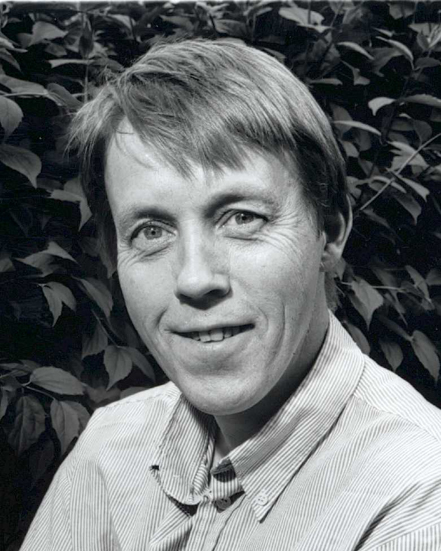
Jan Jakob Tønseth
(Preisträger 1997)

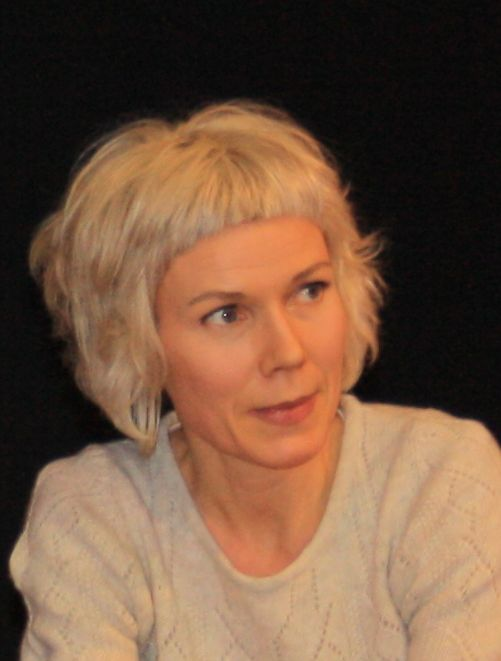
Hanne Ørstavik
(Preisträgerin 1999)

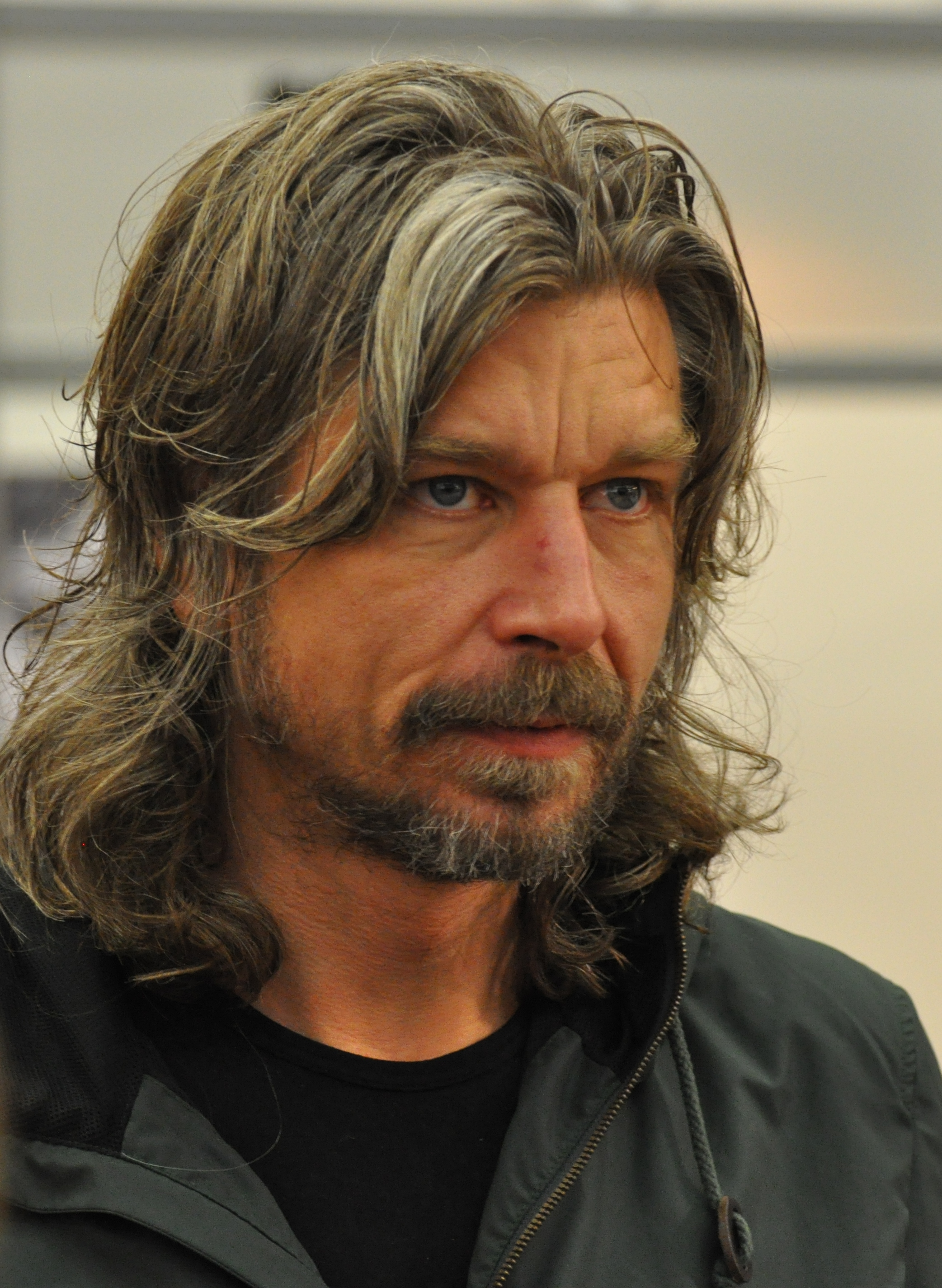
Karl Ove Knausgård
(Preisträger 2004 & 2009)

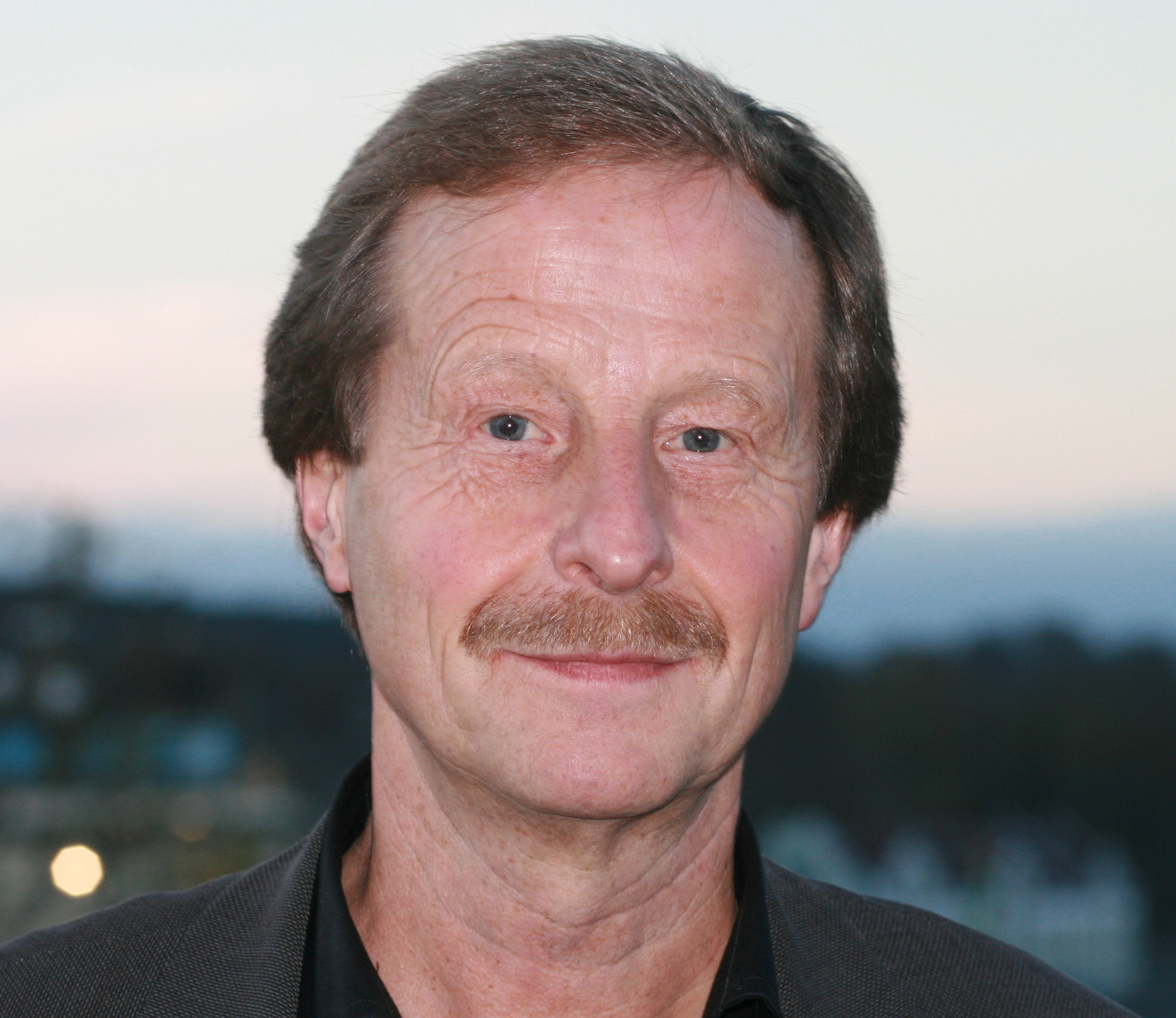
Kjartan Fløgstad
(Preisträger 2006)

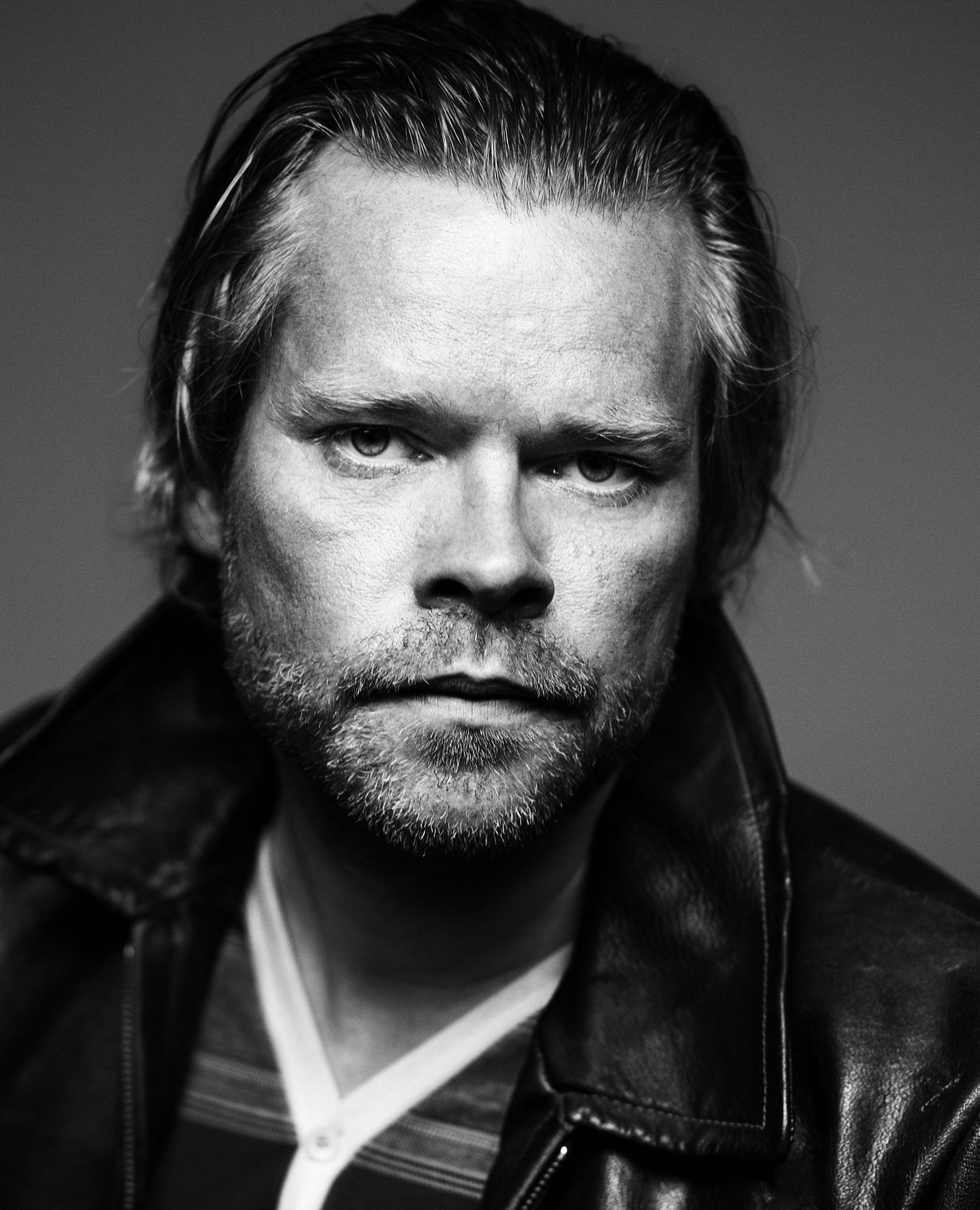
Stig Sæterbakken
(Preisträger 2011)

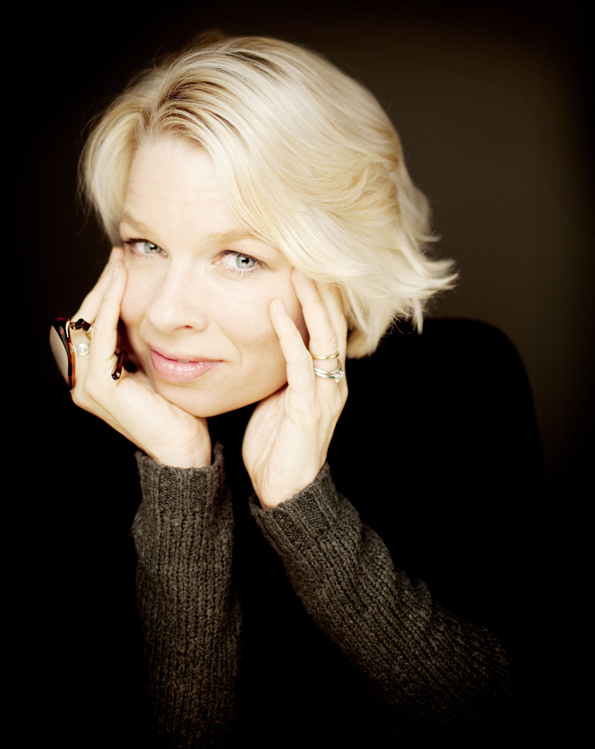
Linn Ullmann
(Preisträgerin 2015)

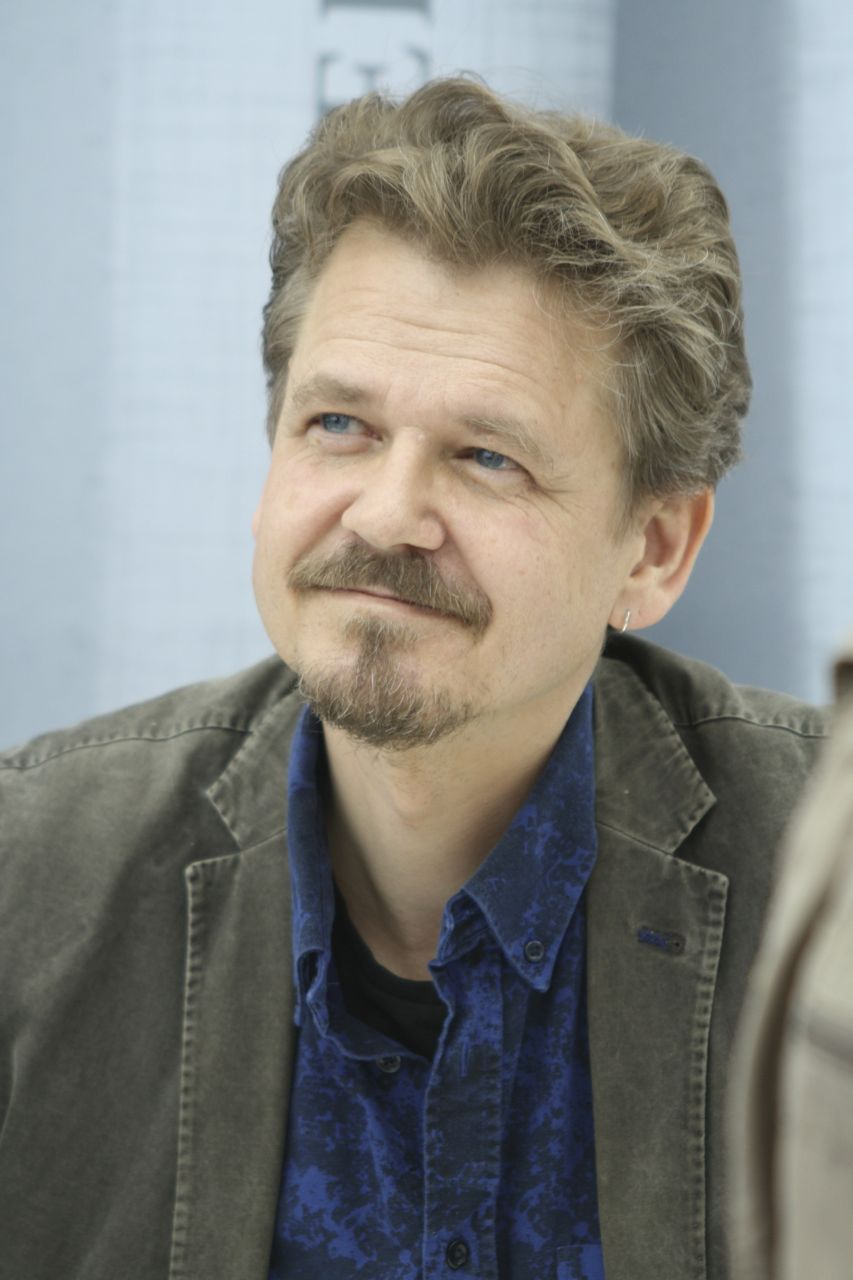
Kim Leine
(Preisträger 2018)

| Jahr | Preisträger           | Originaltitel (Deutscher Titel, Verlag, Ort Jahr)                                                                   | Nominierungen (Shortlist) | Nominierungen (Longlist) |
| ---- | --------------------- | --- | --- | --- |
| 1997 | Jan Jakob Tønseth     | Et vennskap | Ola Bauer für Magenta Liv Køltzow für Verden forsvinner Sissel Lie für Svart due Merethe Lindstrøm für Stedfortrederen Herbjørg Wassmo für Karnas arv                                                                               | |
| 1998 | Erik Fosnes Hansen    | Beretninger om beskyttelse (Momente der Geborgenheit, Kiepenheuer und Witsch, Köln 1999)                            | Kjartan Fløgstad für Kron og mynt Karl Ove Knausgård für Ute av verden Terje Holtet Larsen für Sander Linn Ullmann für Før du sovner Beate Grimsrud für Å smyge forbi en øks                                                        | |
| 1999 | Hanne Ørstavik        | Like sant som jeg er virkelig (Als ich gerade glücklich war, DTV, München 2002)                                     | Ingvar Ambjørnsen für Elsk meg i morgen Frode Grytten für Bikubesong Jan Kjærstad für Oppdageren Ingri Lønnebotn für Bort fra dine øyne Dag Solstad für T. Singer                                                                   | |
| 2000 | Jonny Halberg         | Flommen (Über alle Ufer, Kiepenheuer und Witsch, Köln 2002)                                                         | Einar O. Risa für L.C.Nielsens papirer Trude Marstein für Plutselig høre noen åpne en dør Per Pettersons für I kjølvannet Jon Fosse für Morgon og kveld Aage Borchgrevink für Arkivene                                              | |
| 2001 | Carl Frode Tiller     | Skråninga | Lars Saabye Christensen für Halvbroren Anne Otterholm für Tilfeldigvis begjær Øystein Lønn für I følge Sofia Ragnar Hovland für Vinterreise Anne B. Ragde für Arsenikktårnet                                                        | |
| 2002 | Lars Amund Vaage      | Kunsten å gå (Die Kunst zu gehen, Pforte, Dornach 2006)                                                             | Niels Fredrik Dahl für På vei til en venn Merete Morken Andersen für Hav av tid Dag Solstad für 16.07.41 Hanne Ørstavik für Uke 43 Thorvald Steen für Den lille hesten                                                              | |
| 2003 | Sigmund Løvåsen       | Nyryddinga (Neubruch, Wallimann, Alpnach 2006)                                                                      | Roy Jacobsen für Frost Vigdis Hjorth für 17.15 til Tønsberg Torgrim Eggen für Trynefaktoren Lars Ramslie für Fatso Thure Erik Lund für Elvestengfolket                                                                              | |
| 2004 | Karl Ove Knausgård    | En tid for alt (Alles hat seine Zeit, Luchterhand, München 2007)                                                    | Erlend Loe für Doppler Anne B. Ragde für Berlinerpoplene Hanne Ørstavik für Presten Nikolaj Frobenius für Teori og praksis Severin Meiland für Veien til punktum                                                                    | |
| 2005 | Tore Renberg          | Kompani Orheim | Roy Jacobsen für Hoggerne Agnar Lirhus für Skogen er grønn Olaug Nilssen für Få meg på, for faen Lars Ove Seljestad für Blind Adelheid Seyfarth für Fars hus                                                                        | |
| 2006 | Kjartan Fløgstad      | Grand Manila | Marita Liabø für Under brua Trude Marstein für Gjøre godt Ragnar Hovland für 1964 Arne Lygre für Et siste ansikt Dag Solstad für Armand V                                                                                           | |
| 2007 | Beate Grimsrud        | Søvnens lekkasje | Izzet Celasin für Svart himmel, svart hav Heidi Marie Kriznik für Borte en vinter Erik Bakken Olafsen für Turisten Stig Sæterbakken für Usynlige hender Carl Frode Tiller für Innsirkling                                           | |
| 2008 | Nikolaj Frobenius     | Jeg skal vise dere frykten                                                                                          | Sara Johansen für White Man Jørgen Norheim für Adjutanten Gunnhild Øyehaug für Vente, Blinke Einar O. Risa für M.Kanne & Søn | |
| 2009 | Karl Ove Knausgård    | Min kamp. Første bok (Sterben, Luchterhand, München 2011)                                                           | Niels Fredrik Dahl für Herre Mirjam Kristensen für Et rikt liv Britt Karin Larsen für Det vokser et tre i Mostamägg Atle Næss für Din nestes eiendom Anne Oterholm für Toget fra Ajaccio                                            | Line Blikstad für New Frontier Hotel Rune Christiansen für Krysantemum Joachim Førsund für Jeg kunne gått hjem i blinde Roy Jacobsen für Vidunderbarn Kjersti A. Skomsvold für Jo fortere jeg går, jo mindre er jeg Nils Henrik Smith für Austerrike |
| 2010 | Carl Frode Tiller     | Innsirkling 2 (Kennen Sie diesen Mann?, btb, München 2015)                                                          | Mikkel Bugge für På ambisjonstoppen Lars Saabye Christensen für Når kantene tar over Helga Flatland für Den bitre kunnskapen reisene gjev Gaute Heivoll für Fabelaktig fra Heivoll Tove Nilsen für Alt som ikke blir slik vi trodde | Geir Gulliksen für Forenkling Ingvild Holvik für Lykkefeltet Per Knutsen für Gamle menns elskov Thure Erik Lund für Straahlbox Christian Refsum für Løftet Lars Amund Vaage für Skuggen og dronninga |
| 2011 | Stig Sæterbakken      | Gjennom natten | Marit Eikemo für Samtale ventar Ragnar Hovland für Stille natt Thomas Espedal für Imot naturen Gunstein Bakke für Maud og Aud Merethe Lindstrøm für Dager i stillhetens historie                                                    | Levi Henriksen für Dagen skal komme med blå vind Cathrine Knutsen für Jeg kunne vært et menneske Tore Renberg für Dette er mine gamle dager Linn Ullmann für Det dyrebare Øystein Wingaard Wolf für Brighton Blues Jan Kjærstad für Normans område |
| 2012 | Pedro Carmona-Alvarez | Og været skiftet og det ble sommer og så videre (Später, in der Zukunft, die kommen wird, Open House, Leipzig 2013) | Vigdis Hjorth für Leve posthornet! Eirik Ingebrigtsen für Heimfall. Ei juleforteljing Atle Næss für Teltmakeren Per Petterson für Jeg nekter Kjersti Annesdatter Skomsvold für Monstermenneske                                      | Lars Amund Vaage für Syngja Ida Hegazi Høyer für Under verden Marit Kaldhol für Darwins sporvar Trude Marstein für Hjem til meg Ole Robert Sunde für Krigen var min families historie Eivind Hofstad Evjemo für Det siste du skal se er et ansikt av kjærlighet |
| 2013 | Agnes Ravatn          | Fugletribunalet (Das Vogeltribunal, btb, München 2015)                                                              | Roy Jacobsen für De usynlige Nikolaj Frobenius für Mørke grener Nina Lykke für Oppløsningstendenser Lajla E. Lorentzen für Setningsskade Tore Renberg für Vi ses i morgen                                                           | Kirsti Blom für Jeg så alt Nicolai Houm für De håpefulle Kristian Klausen für Mitt liv var et hett bibliotek Jan Roar Leikvoll für Songfuglen Erlend Loe für Vareopptelling Hanne Ørstavik für Det finnes en stor åpen plass i Bordeaux |
| 2014 | Brit Bildøen          | Sju dagar i august                                                                                                  | Levi Henriksen für Harpesang Bjarte Breiteig für Mine fem år som far | Rune Christiansen für Ensomheten i Lydia Ernemanns liv Jørgen Gunnerud für Sju dager i september Edvard Hoem für Slåttekar i himmelen Terje Holtet Larsen für Kjærlighet mellom intelligente menn Emil B. Lund für Norske edelstener Liv Mossige für Tyskland Sigbjørn Skåden für Våke over dem som sover Ingrid Storholmen für Her lå Tirpitz Lars Petter Sveen für Guds barn |
| 2015 | Linn Ullmann          | De urolige (Die Unruhigen, Luchterhand, München 2018)                                                               | Lars Saabye Christensen für Magnet Geir Gulliksen für Historie om et ekteskap Ida Hegazi Høyer für Fortellingen om Øde Thorvald Steen für Det usynlige biblioteket Marit Eikemo für Alt inkludert                                   | Maja Lunde für Bienes historie Peter Franziskus Strassegger für Før de henter oss Johan Harstad für Max, Mischa og Tetoffensiven Beate Grimsrud für Evighetsbarna Jan Kjærstad für Slekters gang Heidi Linde für Norsk sokkel |
| 2016 | Dag Johan Haugerud    | Enkle atonale stykker for barn                                                                                      | Nina Lykke für Nei og atter nei Tore Renberg für Du er så lys Kyrre Andreassen für For øvrig er det min mening at Karthago bør ødelegges Vigdis Hjorth für Arv og miljø Gunstein Bakke für Havende                                  | Erling E. Gulbrandsen für Brødre Terje Holtet Larsen für Angiveren Kim Leine für De søvnløse Jens M. Johanson für Et godt liv Monica Isakstuen für Vær snill med dyrene Torvald Sund für Bøt nota, fang livet |
| 2017 | Ole Robert Sunde      | Penelope er syk | Jan Kjærstad für Berge Lars Saabye Christensen für Byens spor Demian Vitanza für Dette livet eller det neste Tormod Haugland für Om dyr og syn Merethe Lindstrøm für Nord                                                           | |
| 2018 | Kim Leine             | Rød mann/Sort mann                                                                                                  | Trude Marstein für Så mye hadde jeg Per Petterson für Menn i min situasjon Eirik Ingebrigtsen für Kvit bok mørk vinter Maria Kjos Fonn für Kinderwhore Tharaniga Rajah für Det er lenge til skumring                                | |
| 2019 | Matias Faldbakken     | Vi er fem | Maja Lunde für Przewalskis hest Merethe Lindstrøm für Fuglenes anatomi Roy Jacobsen und Anneliese Pitz für Mannen som elsket Sibir Jens M. Johansson für Lavterskeltilbud Jon Fosse für Det andre namnet                            | |